# Basili Onomàgul
Basili Onomàgul (en grec antic Βασίλειος Ὀνομάγουλος) va ser un usurpador del tron imperial romà d'Orient en temps de Lleó III Isàuric.
Assabentat del setge de Constantinoble pels sarraïns poc després de la pujada al tron de Lleó, es va revoltar a Sicília el general Sergi, comandant de les forces gregues a l'illa i va nomenar Basili, que havia estat un dels seus servidors o potser un dels seus soldats, com a emperador. Basili va agafar el nom de Tiberi l'any 718. Segons Teòfanes Isàuric i Cedrè, el nom original de Tiberi era Basili, fill de Gregori Onomàgul, un nadiu de Constantinoble; però Joan Zonaràs l'anomena Gregori.
Quan Lleó III se'n va assabentar ja havia aconseguit rebutjar als musulmans, i va enviar a Sicília al general Pau o Paule, que exercia el càrrec de cartulari, per sufocar la revolta. Pau va desembarcar a Siracusa, va anunciar que Constantinoble s'havia alliberat del setge, i portava documents oficials de la cort que li donaven el comandament; les tropes revoltades van tornar a l'obediència i van agafar Basili/Tiberi i als principals càrrecs que aquest havia nomenat i els que havia nomenat Sergi, i els van entregar a Pau.
Sergi va poder fugir al terres dels longobards, probablement al ducat de Benevent. Pau va fer executar Basili i va enviar el seu cap a l'emperador.